# BairesDev
BairesDev é uma companhia de tecnologia de informação e de engenharia de software, especializada em terceirização, testes, manutenção e soluções em tecnologias de informação. A sede da BairesDev é em São Francisco, Califórnia.

## História
A companhia foi fundada em 2009 por Nacho De Marco e Pablo Azorin. Eles resolveram criar um novo projeto com intuito de ser a maior companhia de terceirização de Software na América Latina.
Em poucos anos, a companhia expandiu as suas operações na Argentina, no Brasil, na Colômbia e no México. Depois, a companhia abriu os escritórios em São Francisco (CA) e Harvard.
Em 2015, consolidou o seu processo de seleção e recebe atualmente mais de 240 mil candidaturas por ano. A companhia contrata o top 1% dos talentos do setor IT. O crescimento exponencial levou à instalação da companhia em quase todos os países da região.
A BairesDev é a empresa de desenvolvimento de software com o maior crescimento da América Latina.

## Serviços
A BairesDev usa 64 tipos de tecnologias para desenvolver sua página Web, incluindo Viewport Meta, IPhone / Mobile Compatible, and SPF.

## Conquistas
- Uma das dez companhias de crescimento rápido do Vale de Silício, 2019[8][9]
- As 30 melhores agências do desenvolvimento de web-páginas de Califórnia de 2019[10]
- Escolhida como uma das Melhores Empresas para Diversidade nos EUA em 2020 pelo Comparably Awards [11]